# 機甲露寶
機器戰神：救難小英雄（出撃！マシンロボレスキュー，直譯：出擊！機械人救援隊，韓文：출격! 머신로보 레스큐），英文名稱為Machine Robo Rescue，簡稱MRR，是日本日昇動畫（SUNRISE動畫）的機器人動畫作品，2003年至2004年於東京電視台播映，之後也在香港、台灣播出。內容講述一班「救難特警隊」的小朋友利用機械人協助進行救援的故事。另外，本作部份機械人，是將十五年前的機械人動畫天威勇士的角色，作出改修與重新設計。
本作品是續Eldran系列：（絕對無敵）、（台譯：元氣小子，港譯：元氣爆發）、（熱血最強）之後又一部以小朋友為主角的故事。電視版共51集，另有2集特別篇。日本有電視版的DVD發行，而2集特別篇則沒有。香港在無綫電視翡翠台播放過，並曾重播1次，時間為15:45-16:15（UTC+8），兩次播放均放足53集（51集及2集特別篇）。
卡通頻道 (台灣)2005年12月27日19:30首播

## 機械人救援隊的人物與機器人

### 疾速紅翼小隊
MRR第一小隊，代表手勢為「布」。主要負責火場與空中救援，於噴射傑特被改裝成飛梭夏特爾後可同時肩負太空區的拯救任務。防護裝備為消防員規格，主色為紅色。
隊員：
- 大空 太陽（オゾラ タイヨウ）／太陽（配音／日：　台：錢欣郁　港：伍秀霞）

本故事主角，MRR第一期生。出生於3月9日，B型，10歲，北海道出身。
紅飛翼小隊的隊員之一，父母因空難去世，而他卻奇蹟似的生存下來，之後更常常預先察知到危險，所以被別人叫作「本能生存者」。個性熱血，但學業成績不是很好。噴射傑特與穿梭机器人的機器人司令。有一隻會說人類語言的狗「澎澎」。
第23集時想起了空難的事，並且因乘坐宮島教官駕駛的小型飛機時突然產生害怕情緒，結果事後被宮島教官宣佈暫時撤銷噴射傑特的機器人司令身份。
最後與噴射傑特及阿邦選擇到國際超能救難隊中救援條件較為落後的非洲分部，繼續擔任救援工作。
- 艾利亞斯・炎（エリアス・炎）／艾斯（配音／日：進藤尚美　台：龍顯蕙　港：黃鳳英）

MRR第一期生。出生於5月3日，AB型，10歲，美國弗羅里達州出身。
暱稱，自稱「王牌艾斯」，口頭禪為「有艾斯就好easy」。學業成績優秀。自信十足，個性與太陽同樣熱血，與太陽有著某種競爭關係，但也羨慕太陽天生的救難本能。
生於消防員世家，火焰法亞的機器人司令。
最後與火焰法亞選擇留下來，並且成為疾速紅翼小隊的教官。
- 遙 鈴（ハルカ リン）／鈴鈴（配音／日：比嘉久美子　台：郭馨雅　港：鄭麗麗）

MRR第一期生，出生於10月29日，A型，10歲，兵庫縣出身。
太陽的後勤支援，打扮很有中國味的女孩子，事實上卻是個確確實實的神戶人。有種女強人的味道，與太陽之間為一對歡喜冤家。
最後選擇前往巴黎，並且與救難爆走金剛隊一同從事國際超能救難隊歐洲分部的工作（救難爆走金剛們皆稱她為「大哥/大姊」）。
- 北澤 海（キタザワ カイ）／小海（配音／日：　台：李悅寧　港：陸惠玲）

MRR第一期生，出生於8月30日，A型，11歲，埼玉縣出身。
艾斯的後勤支援。博學多聞，但存在感與隊上其他人相比稍遜，個性上也有些白目，有時會莫名其妙被捲進太陽與鈴鈴的爭執當中。
最後成為傑伊的搭檔，並在國際超能救難特警隊的宇宙分部進行救援工作。
救護機器人：
- 噴射小組（ジェットチーム）

水道橋博士製造的機械人，由噴射傑特和空中機械人所組成，主要負責由高空投擲滅火彈以助滅火。
- 噴射傑特（ジェットロボ；）（配音／日：竹若拓磨　台：孫誠　港：雷霆）

機器人司令：大空 太陽
噴射小組的主力救難機器人，在機械人救護隊中擁有領導般的地位。具有飛行機能。自稱為「俺（おれ）」。
與空中機械人2-5號機進行超能合體後，成為超能傑特。
第9集時因太陽對噴射小組於第8集的雪山救援全員受傷收場並負氣離隊期間改由阿鈴暫任機器人司令，第14集公眾匯演時亦由阿鈴發出合體指令。
第23集因太陽被宮島教官撤銷噴射傑特的機器人司令身份而改由艾利亞斯‧炎頂上。
原型設計是「天威勇士」的「阿飛（ブルー・ジェット）」。
- 藍天機組（スカイロボ）

噴射機型的輔助救難機器人。
- 火焰小組（ファイヤーチーム）

水道橋博士製造的機械人，由火焰法亞和艾達機組所組成，主要負責在地面向火場射水以滅火。
- 火焰法亞（ファイヤーロボ；）（配音／日：置鮎龍太郎　台：李世揚　港：陳永信）

機器人司令：艾利亞斯‧炎
火焰小組的主力救難機器人，性格冷靜。自稱為「私（わたし）」。
與艾達機組2-5號機進行超能合體後，成為超能火焰。
第14集公眾匯演時由阿海發出合體指令。
- 艾達機組（エイダーロボ）（二號機配音／日：木村亞希子）

救護車型的輔助救難機器人。
整部作品中唯一明顯可辨識為女性的機器人。火焰法亞常稱呼她們為「我的淑女們」。
- 飛梭小組（シャトルチーム）

水道橋博士改造的機械人，由穿梭机器人和航太機組所組成，主要負責宇宙救援。
- 飛梭夏特爾（シャトルロボ；）（配音／日：竹若拓磨　台：孫誠　港：雷霆）

機器人司令：大空 太陽
為了到太空進行救援，由噴射傑特改裝成穿梭机器人，以便飛離地球，到太空中進行救援。
與航太機組2-5號機合體後，成為超能飛梭；穿梭机器人為接替噴射傑特進行多維度救援的機器人。
第24集首次登場。因太陽
- 航太機組（スペースロボ）

航太機型的輔助救難機器人。飛梭小組作為一個飛行單位從基地往太空發射時有作為發射時的第一節主發動機的功用。四號及五號機背上裝有火箭助推器，因而理論上航太機組並不能像其他救難機器人般透過X合體手腳混用。
- 翔翼飛車（ウイングライナーロボ；）

疾速紅翼小隊的運輸交通工具，外形為一部磁浮列車，可運送火焰小組與隊員到達現場的載具。
能夠變形為機械人來協助救援，由鈴鈴和小海兩人負責變形操作。

### 藍色警報小隊
MRR第二小隊，代表手勢為「剪刀」。初期主要負責道路事故救援與掌控災難現場狀況，亦會為大型交通工具提供護航服務。後期螺旋吉爾加入後亦可肩負地形災難及空難的拯救任務。防護裝備為鎮暴警察規格，主色為藍色。
隊員：
- 愛川 誠（アイカワ マコト）／小誠（配音／日：　台：李悅寧　港：袁淑珍）

MRR第一期生，出生於12月9日，B型，11歲，神奈川縣出身。
本能戰鬥者，戰警波里斯的機器人司令，家族世世代代都是警官。
擁有冷靜的個性與豐富的常識，做事極具領導能力，但常被隊友消遣「死腦筋」，亦因此很容易與其他隊員吵架（起初更與太陽經常大打出手）。
最後選擇離開救難特警隊，和戰警波里斯一起投身警界，並與回歸警界的長官幸四朗一同將機械人救援隊工作引入警隊。
- 艾莉絲・伯克汉（アリス・ベッカム）／艾莉絲（配音／日：野上尤加奈　台：龍顯蕙　港：朱妙蘭）

MRR第一期生，出生於1月6日，O型，10歲，英國倫敦出身。
很愛撒嬌的女孩，加入MRR之前是女演員。是小誠的後勤支援，但常跟小誠鬥嘴，而且一旦發起火來所有隊員都不敢惹她。
最後選擇留下來，並且成為藍色警報小隊的教官。
- 歌田 進（ウタダ ススム）／阿進（配音／日：天田真人　台：孫誠　港：區瑞華）

MRR第一期生，出生於11月16日，B型，11歲，東京都出身。
阿強的雙胞胎哥哥，兄弟兩人皆為螺旋吉爾的機器人司令，擁有強健的體魄，擅長機械維修。
最後和弟弟阿強前往美國，與螺旋吉爾一同從事國際超能救難隊美國分部的工作，並支援美國警方執法。
- 歌田 強（ウタダ ツヨシ）／阿強（配音／日：天田真人　台：黑狗兄　港：林丹鳳）

MRR第一期生，出生於11月16日，B型，11歲，東京都出身。
阿進的雙胞胎弟弟，兄弟兩人皆為螺旋吉爾的機器人司令，擁有強健的體魄，擅長機械維修。
最後和哥哥阿進前往美國，與螺旋吉爾一同從事國際超能救難隊美國分部的工作，並支援美國警方執法。
救難機器人：
- 戰警小組（ポリスチーム）

水道橋博士製造的機械人，由戰警波里斯和風馳哈雷所組成，主要負責協助警方執行救難任務。
- 戰警波里斯（ポリスロボ）（配音／日：天田真人　台：黑狗兄　港：黃健強）

機器人司令：愛川 誠
戰警小組的主力救難機器人。自稱為「私（わたし）」。
與風馳哈雷2-5號機合體後，成為超能戰警。
第14集公眾匯演時由愛麗斯發出合體指令。
- 風馳哈雷（バイクロボ）（二號機配音／日：杉野博臣）

摩托車型的輔助救難機器人。
- 螺旋小組（ジャイロチーム）

水道橋博士製造的機械人，由螺旋吉爾和暴風直昇機所組成，主要負責地形困難度較高的救難任務。
- 螺旋吉爾（ジャイロロボ；）（配音／日：矢薙直樹　台：李世揚　港:：蘇強文）

機器人司令：歌田 進&歌田 強
螺旋小組的主力救難機器人。具有飛行機能。
起初為交付予美國警方用以協助救援的機械人，但因經常造成破壞而被迫遣返到機械人救援隊。
由於之前待在美國，說話時常夾帶英文，為唯一一部有 兩名機械人司令 的 救援機器人。
與暴風直昇機2-5號機合體後，成為超能吉爾。
- 暴風直昇機（ヘリコプターロボ）

直昇機型的輔助救難機器人。
- 迅雷裝甲（サイレンギャリーロボ；）

藍色警報小隊的運輸交通工具，外形為一部貨車，可運送警察小組與隊員到達現場的載具。
能夠變形為機械人來協助救援，由艾莉絲和阿強兩人負責變形操作。

### 黃金齒輪小隊
MRR第三小隊，代表手勢為「石頭」。初期主要負責處理未爆炸等危險工作以及地底的救援，後期潛水艇薩伯加入後亦可肩負水域及海底的拯救任務。防護裝備為救災者規格，主色為黃色。
隊員：
- 速水 大地（ハイヤミ ダイチ）／大地（配音／日：早水理沙　台：龍顯蕙　港：蔡惠萍）

出生於2月28日，A型，11歲，愛知縣出身。
本能空間認知者，能夠準確的感知自身周圍的任何空間相關情報。個性溫吞羞怯，但意志力卻令人意外的堅強。
遁地衛門的機器人司令，更因此慢慢改掉緊張情緒時會胃痛的問題。
最後繼承了父親的公司，並協助水道橋博士研發新的救難機器人「空中獅子」。
- 水前寺 小百合（スイゼンジ サユリ）／小百合（配音／日：木村亞希子　台：錢欣郁　港：張頌欣）

出生於6月26日，O型，10歲，東京都出身。
本能治癒者，是名個性溫柔的千金大小姐，臉上經常掛著能療癒人心的微笑，連敵人也能為之屈服。從來沒有人看過她生氣或流淚的樣子，直到44集愛麗絲與鈴鈴目睹她唯一一次真正意義上的憤怒與悲傷。看似天然呆的她有時也會做出大膽的意見與舉動。在黃金齒輪小隊多負責後勤支援。
擅長茶道，經常在運輸機甲或指揮所附近待機時沏茶款待其他隊員或受困人員家屬。
最後成為日本有史以來最為年輕的內閣總理大臣。
- 美波 健（ミナミ ケン）／小健（配音／日：松元惠　台：郭馨雅　港：謝潔貞）

出生於2月6日，O型，12歲，土耳其伊斯坦堡出身的混血美少年，是MRR第一期生之中最年長的，但言行舉止有點娘娘腔。
和小翔是對活寶，多負責後勤支援。非常害怕打針。
在第31集支援潛水艇薩伯操作司令。第51集支援水元素機組司令。
最後選擇留下，並擔任救難特警隊的專屬醫師。
- 蘆川 翔（アシカワ ショウ）／小翔（配音／日：比嘉久美子　台：李悅寧　港：雷碧娜）

出生於7月20日，AB型，10歲，來自愛媛縣瀨戶內海港口的一個小城市。
個性活潑並富幽默感的男生，亦是所有隊員中泳術最佳，潛水艇薩伯的機器人司令，總是稱呼潛水艇薩伯為老大。
在第19話中游泳比賽的獎狀上寫出了全名，名字的漢字其實是「涉」。
最後與潛水艇薩伯選擇留下，並成為黃金齒輪小隊的教官。
救難機器人：
- 遁地衛門小組（ドリルチーム）

水道橋博士所製造的機械人，由遁地衛門和推土機械人組成，主要負責處理未爆炸彈、山泥傾潟救援工作。
原型是「天威勇士」的阿地（ロッド・ドリル）。
- 遁地衛門（ドリルロボ；）（配音／日：杉野博臣　台：孫誠　港：李錦綸）

機器人司令：速水 大地
遁地衛門小組的主力救難機器人。
與推土機械人2-5號機合體後，成為超能遁地。
第14集公眾匯演時由阿健發出合體指令。
原型是「天威勇士」的阿地（ロッド・ドリル）。
- 鐵騎土佐（ブルドーザーロボ）

推土機型的輔助救難機器人。
擁有超強的馬力，時常做出類似相撲選手的動作。
- 潛水艇小組（サブマリンチーム）

水道橋通博士所製造的機械人，由潛水艇薩伯和水元素組成，主要負責海上及水下方面的救援。
- 潛水艇薩伯（サブマリンロボ）（配音／日：野島健兒　台：黑狗兄　港：陳卓智）

機器人司令：蘆川 翔
潛水艇小組的主力救難機器人。
與水元素2-5號機合體後，成為超能薩伯。
- 水元素（アクアロボ）

型的輔助救難機器人。
- 運輸裝甲（ギアダンプロボ；）

黃金齒輪小隊的運輸交通工具，外形為一部泥頭車，可運送鑽頭小組與隊員到達現場的載具。
能夠變形為機械人來協助救援，由小百合和小健兩人負責變形操作。

### V闇影霸王小隊
MRR第4小隊，又名「司令員小隊」，實際上計劃初期並未有此小隊的設定，由於傑伊及V隱形機械人加入後首次成功與司令員機械人合體，故此長官決定為此再特別設立此1人小隊。代表手勢為伸出姆指及食指作出類似「V」字的手勢。
隊員：
- 傑伊（配音／日：小田久史、少年時代：伊藤舞子　台：郭馨雅　港：陸惠玲）

火星探測船「（Mars）」上唯一的生還者，同時也是第一個在宇宙出生的人類，因此被命名為「捷尼亞」（ア／Junior），暱稱「傑伊」（／Jay）。
闇影霸王的機器人司令，具有與大空 太陽相同的「本能生存者」能力。
曾經被迪傑星洗腦成為一名戰士，自從得知真正身世並意識到自己長久以來一直被利用後脫離了迪傑星，後來一度喪失記憶，最後則是加入了救難特警隊。
雖然份屬司令員小隊，但平常走上前線行動時大多與紅飛翼小隊一同行動，因此防護裝備皆與紅飛翼小隊相同（實際上傑伊初期加入時皆於初期三大分隊一同特訓過，為唯一一名穿著過3隊防護裝備之隊員）。
最後和小海留在國際超能救難特警隊的宇宙分部。
救難機器人：
- V闇影霸王（Vステルスロボ）（配音／日：細井治　台：黑狗兄　港：梁偉德）

機器人司令：傑伊
具有隱形與飛行機能，原為軍事用途機器人「闇影霸王」，在傑伊加入救難特警隊之後，由於闇影霸王的正義之心覺醒，水道橋博士便把闇影霸王改造為救難用機器人「V闇影霸王」，成為救難特警隊的成員，協助進行各種救難，主色從黑色改為白色。原本的機甲機組在40集與黑暗遁地衛門的戰鬥中被毀，補助機組在改造過程中改為同樣沒有補助型AI的力量之翼及超級推進器，某種程度上影響了52、53集特別篇出現的空中獅子的設計。
V闇影霸王與超級推進器、能量飛翼合體，就會變成超能V闇影霸王；V闇影霸王與救難指揮官機器人合體，可以變成救難指揮官機器人V。

### MRR主要幹部與其他角色
- 尾藤長官（ブラッド 尾藤）（配音／日：中田和宏　台：李世揚　港：陳曙光）

由內閣總理大臣任命為救難特警隊第一任長官，也就是救難特警隊總司令。
救難特警隊總司令由宮島教官接任後，成為國際超能救難特警隊的第一任長官。
- 宮島 武藏（宮島 武蔵）（配音／日：杉野博臣　台：黑狗兄　港：潘文柏）

疾速紅翼小隊所屬教官，於赤紅救援隊時期參與過拯救太陽的任務。
很熱血的教官，指導非常嚴苛，很重視隊員們的能力。話雖如此，但一旦於重大場合時（例如接受電視台訪問甚至接受救難特警隊第二任長官職責時）反而顯得比較緊張怯場。
之後成為救難特警隊第二任長官。
- 佐佐木 幸四郎（佐々木 幸四郎）（配音／日：置鮎龍太郎　台：李世揚　港：陳卓智）

藍色警報小隊所屬教官。
出身於警界特殊部隊，平時看似很冷靜，但在所屬小隊遇上麻煩時仍舊難免會失控。
離開救難特警隊之後回歸警界，與同樣加入警界的學員阿誠一同將機械人救援隊工作引入警隊。
- 瑪莉尾藤（マリー尾藤）（配音／日：野上尤加奈　台：郭馨雅　港：程文意→曾秀清）

黃金齒輪小隊所屬教官。
尾藤長官的女兒，兼任救難特警隊的秘書。
遁地衛門稱呼她為「小妹妹」（但她本人非常討厭這稱呼）。曾經吐槽過自己小隊的機械人皆為怪胎。
之後擔任國際超能救難特警隊歐洲分部的部長。
- 澎澎（配音／日：矢薙直樹　港：梁偉德）

由大空 太陽所飼養，會說人類語言的聖伯納犬的幼犬，常擔任旁白的角色。知道牠秘密的人只有太陽。在隊員們遇到難題時往往會不著痕跡地給予指示。與太陽已經相識五年以上。之後長成能讓人乘坐的巨大尺寸。
- 大井川 善次郎（大井川 善次郎）（配音／日：中田和宏）

宿舍「大志館」的管理員。總是對隊員們的事很賭氣，有糾紛的時候總會在無意間漂亮的解決。把父母已經不在的太陽和傑伊當作是自己的孩子一般疼愛。
- 大井川 里子（大井川 さとこ）（配音／日：進藤尚美）

善次郎的妻子，同擔任隊員宿舍「大志館」的管理員。負責隊員們的三餐。對於父母已經不在的太陽和傑伊來說有如母親一般。
- 水道橋 通（水道橋 通）（配音／日：堀江秀尚　港：蘇強文）

15歲，救難機器人開發者「水道橋 光」的孫子，救難特警隊前身隊長信的兒子。平時需坐輪椅。
之後擔任國際超能救難特警隊的技術顧問。
- 水島 純（水島 純）（配音／日：木村亞希子　港：沈小蘭）

太陽拯救的第一個人，初期與太陽相會時因腳傷而行動不便，其後於劇中多次牽涉到迪查星策劃的災難。
因為在劇中多次被太陽拯救而對他產生了敬畏，直接導致了他未來加入了救難特警隊，成為疾速紅翼小隊第二代的成員。
- 水島 亮（水島 亮）（配音／日：立野香菜子）

純的表兄弟。
- 水島 純一（水島 純一）（配音／日：小西克幸　港：招世亮）

純的父親。
- 水島 純一郎（水島 純一郎）（配音／日：坂東尚樹）

純與亮的祖父。
- 佐藤 茶明（チャーミー佐藤）（配音／日：松本梨香　港：林丹鳳）

電視台有名主播，10歲。
經常為機械人救援隊作特別採訪，但其採訪作風不敢恭維，而且非常大牌，他曾經為了收視而間接製造了災難，更因此氣跑過攝影師。
除此之外，他跟隨紅飛翼小隊及藍警號小隊進行實地採訪期間曾經害得他們落得非常狼狽的下場，但之後慘遭黃齒輪小隊的特訓落得一樣狼狽下場。
- 歌田 正義（うただ まさよし）（配音／日：稲田徹　港：招世亮）

阿進及阿強的父親，是摔角道館館主。其所有獨門絕技後來被螺旋機械人習得並成功應用在戰鬥上。
- 穂村 冴子（穂村冴子）（配音／日：　港：林元春）

大地的母親，一名演員，電視劇「忍者媽媽」的女主角。
- 速水 雄大（速水雄大）（配音／港：潘文柏）

大地的父親。速水重工業的社長。
- 蘆川 應海（芦川 広海）（配音／日：後藤邑子　港：陸惠玲）

阿正的姐姐，同時身為訓練阿正拯溺的師傅。
但因為1次的意外中遇溺失救而死，這亦是阿正後來加入機械人救援隊的原因。
- 本田（配音／港：陳永信）

宮島教官於「赤紅拯救者」年代時的同事，後來轉任太空船飛行員。
曾經與宮島教官一同救過太陽，故此對太陽特別關心。
於伊卡洛斯一號準備執飛12號航班前往國際太空站，但後來因發生火警以及為拯救1名孩子而遭爆炸氣流炸傷，並與阿鈴、阿海及3名被困的孩子同乘12號航班避難及等待救援。於待救期間向阿鈴及阿海交代了當年太陽遭遇空難之事的來龍去脈，並鼓勵兩人相信隊友及不要於待救者面前露出不安情緒。
- 莉娜（ニーナ）（配音／日：嘉數由美　港：曾秀清）

阿健在小百合別墅所在的海島上所遇到的海盜少女，很喜歡阿健。
在阿健將海盜船撈起後證實她早就已經與整個海盜團的人一同葬身大海。
- 早乙女 亜希（早乙女亞希）（配音／日：山本麻里安　港：何璐怡）

臨海醫院的年輕實習醫生，13歲。由於「特殊才能育成法」的出現而接受過天才教育，11歲時已考得醫生執照，為世界上最年輕醫生。患有先天性心臟病，被斷言過壽命不能超過10歲。
為阿誠往醫院治療傷口時所認識，是阿誠的初戀對象，後來因醫院火警而被阿誠救走，但由於心臟病發而死亡。
- 救難指揮官機器人（マシンコマンダーロボ）（配音／日：速水獎  港：招世亮）

由紅色、藍色和黃色司令連結而成救難指揮官。
各色司令能搭載所屬小隊主力救難機器人一名，而結合三名主力救難機器人司令的意志即可變形為救難指揮官機器人。
能更進一步和超能V闇影霸王合體為救難指揮官機器人V（マシンコマンダーロボV）。
- K-BOY（ケーボーイ）

救難特警隊所配發的制式配備，平時外型為手機的模樣，用途包括一般通話、作為鬧鐘使用和顯示使用者所在位置；也可變形為小型機器人或小型車子，用以探查災難現場的地形、擬定逃生路線，同時也是對輔助救難機器人進行指揮以及對主力救難機器人下達合體指令的專用道具。
K-BOY的個性意外的和使用者很像，而且各隊員的K-BOY顏色皆根據各自所屬的分隊而定，而後期入隊的阿捷則仍然使用早於迪查星時期於AI研究所奪走的黑色K-BOY。
- 救難暴走金剛（レスキューガラゴロ）

機器人司令：遙 鈴
由暴走金剛改造而成，主要負責輔助火場救難行動。
經常稱呼鈴鈴為「老大」，完全忽視她是女兒身的事實。

## 反派：迪傑星的成員
- 凱薩G（カイザーG；）（配音／日：中田和宏　台：孫誠　港：李錦綸）

迪傑星的首領。
專門製造災害。能預測救難機器人的行動。
- 哈薩特上校（ハザード大佐；）（配音／日：野島健兒　台：李世揚　港：劉昭文）

迪傑星最高幹部。
創造了黑暗救難機器人。在傑伊背叛迪傑星後，他親自領導引起了大多數的災害。習慣一邊敬禮一邊喊「帥呀！」。
- 爆走金剛（ガラゴロ；）

球形機器人，變形時會伸出四肢。
許多災難事故都是它們所引起的。
有時會使用各種武器。
- 闇影霸王（ステルスロボ；）（配音／日：細井治　台：黑狗兄　港：梁偉德）

機器人司令：傑伊
軍事用途機器人，具有隱形與飛行機能。
於第33集因機甲機組被哈薩特上校動過手腳而不敵超能黑暗遁地，因而透過進行X合體的超能傑特將其連同超能黑暗遁地一同擊敗，但在擊敗時超能黑暗遁地解除合體並將黑暗鐵騎土佐發射到其身上並同時自爆，因此落海爆炸，但最終流落到海底火山。
於第39集被救難指揮官機器人從海底火山救出。
在第40集中機甲機組被超能黑暗遁地摧毀，但隨後與噴射傑特進行X合體並擊殺了超能黑暗遁地。
於第41集被改造為V闇影霸王,徹底退出迪傑星。
與機甲機組2-5號機進行合體後，成為超能闇影霸王。
攻擊技：導彈風暴,爆彈攻擊 機甲機組（タンクロボ；）
戰車（坦克車）型的輔助機器人。值得注意的是機甲機組沒有救難特警隊其他補助機組一般的補助型AI及人型型態。

### 黑暗救難機器人（BLマシンロボ；）
機器人司令：哈薩特上校
模仿救難機器人製作而成的邪惡機器人，機體顏色以黑色為主。

#### 黑暗法亞（BLファイアーロボ；）（配音／日：置鮎龍太郎港：陳卓智）
黑暗救難機器人的首領。他是火焰法亞的黑色及紫色版本，使用火而不是水。
最常出場的黑暗救難機器人，與救難指揮官機器人V交戰時使出制裁閃光（布）仍不敵其雙重龍捲而被其擊敗身亡。
黑暗火焰小組的主力黑暗救難機器人
與黑暗艾達機組2-5號機進行合體後，成為超能黑暗法亞。
攻擊技：烈焰旋風,制裁之掌（布）
黑暗艾達機組（BLエイダーロボ）

#### 黑暗警察機械人（BLポリスロボ；）（配音／日：天田真人港：黃健強）
第二個黑暗救難機器人和一個黑暗版的戰警波里斯。
最後與救難指揮官機器人交戰時戰敗身亡。
與黑暗風馳哈雷2-5號機進行合體後，成為超能黑暗戰警（黑暗波里斯）。
攻擊技：排氣轟炸,制裁之掌（剪刀）
黑暗風馳哈雷（BLバイクロボ）

#### 黑暗遁地衛門（BLドリルロボ；）（配音／日：杉野博臣港：潘文柏）
最後的黑暗救難機器人是遁地衛門的棕色及橄欖版本。
第33集時奉哈薩特上校的命令監視傑伊,在要將傑伊強行帶走時遭闇影霸王攻擊,隨後雙方交戰,因闇影霸王的機甲機組被哈薩特上校被動過手腳因此壓制闇影霸王,最後被X合體的超能傑特連同超能闇影霸王一同擊敗,但卻解除合體並將黑暗鐵騎土佐投到超能闇影霸王身上並引爆。
第40集中襲擊傑伊,但卻遭超能闇影霸王阻擋,隨後攻擊超能闇影霸王並摧毀了機甲機組,最後被X合體的闇影霸王使用傑特的藍天機組的部件擊殺。
與黑暗鐵騎土佐2-5號機進行合體後，成為超能黑暗遁地。
攻擊技：強力破碎,制裁之掌（石頭）
黑暗推土機械人（BLドーザーロボ）

## 劇中特殊用語
- 特殊才能育成法

標榜「只要具備特殊才能，即使是小孩子也可從事各種專業工作」的法律。受惠於此法律下，社會已出現了不少如救難特警隊、佐藤茶明、早乙女亜希等孩童人才。
- 救難特警隊（マシンロボレスキュー）

專門從事救難任務的團體，由救難機器人與具備特殊能力的兒童隊員所組成。第一期生共12名（之後追加1名），從來自世界各地的2500名申請者之中選拔而出。此外，由於考量到體力因素，錄取年齡設置了「10歲」的下限。
尾藤長官於第23集向所有隊員及幹部們交代了救難特警隊的黑暗史：起初的計劃為由水道橋光博士為首的科學家們展開的人工智能獨立思想機械人研究計劃，從而希望製造出可作為人類同伴的機械人。然而因為各人於研究計劃上出現無數分歧甚至感到迷惑，結果計劃演變成製造軍事用途機械人，隱形機械人正是在此背景下誕生，並為日後的災難留下伏線，而身為參與者之一的尾藤長官決定開始研究救援用機械人以彌補當年的過失，並在水道橋光博士的孫子水道橋通的協助下開發出不少救援機械人，成為現時的救難特警隊。
- 機器人司令（ロボマスター）

能和救難機器人心靈契合並幫助救難機器人發揮最大力量者。經過研究，最符合條件的對象是10至12歲的兒童。
- 超空間（ゾーン）

只有救難機器人能夠展開的空間，原本的用途是救災訓練，但為了防止二次災害，也常用來困住敵人並在內部進行戰鬥。
超空間一共有四種形式，依照不同形式也會有「TYPE.0X」的文字顯示在外層。
TYPE.01－大型體育場
TYPE.02－高樓（但在第1集中被寫成「TYPE.01」）
TYPE.03－海上鑽油平台
TYPE.04－戰鬥訓練場
而依照展開者所屬隊伍的不同，手勢也有所區別。
疾速紅翼小隊－布
藍色警報小隊－剪刀
黃金齒輪小隊－石頭
V闇影霸王－V（拇指及食指伸直，其餘三指彎曲）
救難指揮官機器人－食指、中指及無名指伸直，其餘兩指彎曲
超空間只有在四種狀況下會消失：救難完畢、戰鬥結束、開啟超空間者自行關閉或受到嚴重的破壞。
- X合體（エクス合体）

主力救難機器人之間可互相交換各自的輔助機器人進行合體，各小組間亦可互相支援。
- 小隊專屬絕招

疾速紅翼小隊－制裁之掌（布）
藍色警報小隊－勝利V制裁（剪刀）
黃金齒輪小隊－制裁之拳（石頭）
V闇影霸王－勝利制裁V
救難指揮官機器人－閃光制裁

## 主題曲
- 片頭曲

（Go!Go!Rescue!）
作詞、作曲：；編曲：河野陽吾；歌：JAM Project
- 片尾曲

（March of Rescue Hero）
作詞、作曲：；編曲：須藤賢一；歌：JAM Project

## 各集標題
以下時間以當地時間（日本時間）為準
| 播放日期      | 話數 | 日本標題                                                                           | 中文標題                                                         | 台灣標題                      | 香港標題                          | 腳本              | 分鏡              | 出演         | 作畫監督       | 總作畫監督 |
| ------------- | ---- | ---------------------------------------------------------------------------------- | ---------------------------------------------------------------- | ----------------------------- | --------------------------------- | ----------------- | ----------------- | ------------ | -------------- | ---------- |
| 2003年 1月8日 | 01   | レスキュー合体、始め！！                                                           | 救難合體，開始！！                                               | 救難小英雄，出動！！          | 救援合體，開始！！                | 園田英樹          | 神戶守            | 神戶守       | 竹内浩志       | -          |
| 1月15日       | 02   | 炎のファイヤーファイター                                                           | 烈焰的火焰戰士                                                   | 烈焰中的鬥士                  | 阿炎的消防戰鬥！                  | 園田英樹          | 神戶守            | 原田奈奈     | 榎本勝紀       | 竹内浩志   |
| 1月22日       | 03   | ポリス魂は一直線！                                                                 | 警察靈魂是條直線！                                               | 藍色的正義之魂！              | 勇往直前的警察魂！                | 岡崎純子          | 中村憲由          | 菱田正和     | 佐佐門信芳     | 竹内浩志   |
| 1月29日       | 04   | 祭りだ！ドリルロボ                                                                 | 祭典啊！Drill Robot                                              | 愛熱鬧的遁地衛門              | 節日呀！鑽頭機器人                | 吉岡孝夫          | 佐土原武之        | 佐土原武之   | 實原登         | 竹内浩志   |
| 2月5日        | 05   | 雷鳴のステルスロボ                                                                 | 雷鳴的Stealth Robot                                              | 雷霆中的黑影                  | 雷鳴之中的隱形機器人              | 兵頭一步          | 福本潔            | 福本潔       | 竹内浩志       | -          |
| 2月12日       | 06   | 緊急！大隊出撃                                                                     | 緊急！全員出撃                                                   | 緊急！全體出動                | 緊急！全體出動                    | 吉岡孝夫          | 中村憲由          | 中村憲由     | 榎本勝紀       | -          |
| 2月19日       | 07   | めざせ、ロボマスター！                                                             | 目標，機器人主人！                                               | 目標，機器人司令！            | 目標係做機械人控制員！            | 兵頭一步          | 菱田正和          | 菱田正和     | 佐佐門信芳     | -          |
| 2月26日       | 08   | 激突！ジェット対ステルス                                                           | 衝突！Jet對Stealth                                               | 衝突！傑特對闇影霸王          | 衝突！噴射對隱形                  | 岡崎純子          | 神戶守            | 西村大樹     | 竹内進二       | 竹内浩志   |
| 3月5日        | 09   | 見ろ! エクス合体                                                                   | 看吧！X合體                                                      | 上吧！友情合體                | 睇住啦！交換合體                  | 岡崎純子          | 柳沢テツヤ        | 佐土原武之   | 實原登         | -          |
| 3月12日       | 10   | コンビナート・パニック                                                             | 聯合工廠的危機                                                   | 電視採訪大危機                | 聯合工廠．大混亂！                | 園田英樹          | 福本潔            | 福本潔       | 竹内浩志       | -          |
| 3月19日       | 11   | 旋風！ジャイロロボ                                                                 | 旋風！Gyro Robot                                                 | 旋風！螺旋吉爾                | 旋風！螺旋機器人                  | 兵頭一步          | 中村憲由          | 真田かげろう | 榎本勝紀       | -          |
| 3月26日       | 12   | 笑いは世界を救う！                                                                 | 笑可以拯救世界！                                                 | 用笑容拯救世界！              | 笑可以拯救世界！                  | 岡崎純子          | 菱田正和          | 菱田正和     | 佐佐門信芳     | -          |
| 4月2日        | 13   | 完成！トリプルトルネード                                                           | 完成！三重龍捲風                                                 | 完成！三重龍捲風              | 完成！三重龍捲風                  | 兵頭一步          | 成田歲法          | 成田歲法     | 佐久間健       | 竹内浩志   |
| 4月9日        | 14   | 太陽は元気です！                                                                   | 太陽是有活力的！                                                 |                               | 太陽好樂觀！                      | 吉岡孝夫          | 菊池一仁          | 佐土原武之   | 實原登         | -          |
| 4月16日       | 15   | 無敵、ハイパーステルスロボ！                                                       | 無敵，Hyper Stealth Robot！                                      | 無敵，超能闇影霸王！          | 無敵，超級隱形機器人！            | 吉野弘幸          | 中村憲由          | 中村憲由     | 竹内浩志       | -          |
| 4月23日       | 16   | ケンのレスキュー魂                                                                 | 健的救難魂                                                       | 小健的救難之魂                | 阿健的救援精神！                  | 吉田伸            | 福本潔            | 福本潔       | 榎本勝紀       | -          |
| 4月30日       | 17   | 立て、サイレンギャリーロボ                                                         | 直立，Siren Garry Robot！                                        |                               | 起身啦，警號運輸車機器人！        | 吉野弘幸          | 菱田正和          | 菱田正和     | 佐佐信芳       | -          |
| 5月7日        | 18   | 気合だ、ギアダンプロボ！                                                           | 鼓起鬥志，Gear Dump Robot！                                      |                               | 鼓起幹勁，齒輪泥頭車機器人！      | 岡崎純子          | 菊池一仁          | 西村大樹     | 高橋晃         | 竹内浩志   |
| 5月14日       | 19   | ボクァ、サブマリンロボ                                                             | 我是，Submarine Robot！                                          | 我是潛水艇薩伯                | 我就係潛水機器人                  | 兵頭一步          | 鈴木信吾          | 佐土原武之   | 實原登         | -          |
| 5月21日       | 20   | 格納庫はお好き？                                                                   | 喜歡停機庫嗎？                                                   |                               | 喜歡倉庫？                        | 吉岡孝夫          | 小倉宏文          | 小倉宏文     | 竹内進二       | -          |
| 5月28日       | 21   | 火炎旋風の恐怖                                                                     | 火焰旋風的恐怖                                                   | 火焰旋風的恐怖                | 火旋風的恐怖                      | 吉田伸            | 高木茂樹          | 福本潔       | 榎本勝紀       | -          |
| 6月4日        | 22   | 出場、三万メートル!                                                                | 出發，三萬公尺                                                   | 高空救難三萬呎                | 出動，三萬米高空！                | 吉野弘幸          | 中村憲由          | 福島利規     | 竹内浩志       | -          |
| 6月11日       | 23   | がんばれ太陽                                                                       | 加油，太陽                                                       | 加油！太陽                    | 加油呀！太陽                      | 吉野弘幸          | 菱田正和          | 菱田正和     | 佐佐門信芳     | -          |
| 6月18日       | 24   | 大空太陽、宇宙へ                                                                   | 大空太陽，飛向宇宙                                               | 大空太陽！飛向宇宙！          | 大空太陽上太空！                  | 吉野弘幸          | 福島利規          | 箕ノ口克己   | 窪敏           | 竹内浩志   |
| 6月25日       | 25   | 宇宙ステーションを救え！                                                           | 拯救太空站！                                                     |                               | 拯救太空站！                      | 岡崎純子          | 南康宏            | 佐土原武之   | 實原登         | -          |
| 7月2日        | 26   | 月面レスキュー、始め！                                                             | 月球表面救難，開始！                                             |                               | 月球表面拯救，開始！              | 吉田伸            | 菱田正和          | 西村大樹     | 竹内進二       | -          |
| 7月9日        | 27   | MRR24時                                                                            | 機器人救難隊 24小時                                              | 救難特警隊 24小時             | 機械人救援隊24小時                | 岡崎純子          | 福本潔            | 福本潔       | 榎本勝紀       | -          |
| 7月16日       | 28   | 出現！BLマシンロボ                                                                 | 出現！BL救難機器人                                               | 出撃！黑暗救難機器人          | 出現！BL救援機器人                | 吉岡孝夫          | 中村憲由          | 中村憲由     | 佐佐門信芳     | -          |
| 7月23日       | 29   | ハザード大佐の罠！                                                                 | Hazard上校的陷阱！                                               | 哈薩特上校的陷阱！            | 夏積杜的陷阱！                    | 兵頭一步          | 菱田正和          | 菱田正和     | 竹内浩志       | -          |
| 7月30日       | 30   | 合体！マシンコマンダーロボ                                                         | 合體！指揮官機器人                                               | 合體！救難指揮官機器人        | 合體！司令員機器人                | 吉野弘幸          | 箕ノ口克己        | 箕ノ口克己   | 窪敏           | -          |
| 8月6日        | 31   | 夏休み！恐怖のバカンス                                                             | 暑假！恐怖的假期                                                 |                               | 暑假！恐怖的假期                  | 吉田伸            | 柳沢テツヤ        | 佐土原武之   | 実原登         | -          |
| 8月13日       | 32   | 飛行船SOS！                                                                        | 飛行船SOS！                                                      | 飛行船SOS！                   | 飛船SOS！                         | 吉岡孝夫          | 西村大樹 菱田正和 | 西村大樹     | 竹内進二       | -          |
| 8月20日       | 33   | ステルスロボ、壮絶なる最期                                                         | Stealth Robot，最後的英勇                                        | 闇影霸王，最後的英勇          | 隱形機器人，壯烈犧牲              | 兵頭一步          | 福本潔            | 福本潔       | 榎本勝紀       | -          |
| 8月27日       | 34   | 大地の母でございます                                                               | 我是大地的母親                                                   | 我是大地的媽媽                | 我就是大地的媽媽                  | 岡崎純子          | 中村憲由          | 福島利規     | 佐佐門信芳     | -          |
| 9月3日        | 35   | 誠の初恋物語                                                                       | 阿誠的初戀物語                                                   | 小誠的初戀故事                | 阿誠的初戀故事                    | 吉野弘幸          | 菱田正和          | 菱田正和     | 竹内浩志       | -          |
| 9月10日       | 36   | 誇り高き消防団！                                                                   | 消防隊的驕傲！                                                   | 英勇驕傲的義消隊！            | 自豪的消防員！                    | 吉岡孝夫          | 柳沢テツヤ        | 佐土原武之   | 實原登         | -          |
| 9月17日       | 37   | たくましくサバイバル！                                                             | 堅強的生存者！                                                   | 無敵求生術！                  | 偉大的生還者！                    | 岡崎純子          | 箕ノ口克己        | 箕ノ口克己   | 土橋昭人       | 竹内浩志   |
| 9月24日       | 38   | 謎の超人キャプテンミラクル                                                         | 神秘的超人 奇蹟隊長                                              | 神秘超人．米拉格爾主將        | 謎一樣的超人．奇蹟隊長            | 兵頭一步          | 南康宏            | 西村大樹     | 竹内進二       | -          |
| 10月1日       | 39   | よみがえれジェイ！                                                                 | 甦醒的Jay！                                                      | 甦醒的傑伊！                  | 清醒啦，阿捷！                    | 吉田伸            | 福本潔            | 福本潔       | 本勝紀         | -          |
| 10月8日       | 40   | ジェイ、MRR入隊す！                                                                | Jay，加入機器人救難隊！                                          | 傑伊加入救難特警隊！          | 阿捷，加入救難特警隊！            | 吉野弘幸          | 中村憲由          | 中村憲由     | 佐佐門信芳     | -          |
| 10月15日      | 41   | 誕生！Vステルスロボ                                                                | 誕生！V Stealth Robot                                            | V闇影霸王誕生                 | 誕生！V隱形機器人                 | 岡崎純子          | 菱田正和          | 菱田正和     | 竹内浩志       | -          |
| 10月22日      | 42   | 最強合体！マシンコマンダーロボV                                                    | 最強合體！指揮官機器人V                                          | 最強的合體！救難指揮官機器人V | 最強合體！司令員機器人V           | 園田英樹          | 箕ノ口克己        | 箕ノ口克己   | 土橋昭人       | -          |
| 10月29日      | 43   | 大地の決心                                                                         | 大地的決心                                                       | 大地的決心                    | 大地的決心                        | 兵頭一步          | 柳沢テツヤ        | 佐土原武之   | 實原登         | -          |
| 11月5日       | 44   | ガラゴロに敬礼！                                                                   | 向Gura Gorro敬禮！                                               | 向爆走金剛致敬！              | 向撞擊陀螺敬禮！                  | 吉岡孝夫          | 菱田正和          | 西村大樹     | 竹内進二       | -          |
| 11月12日      | 45   | マシンロボ出場不能！                                                               | 救難機器人無法出動！                                             | 無法出動的救難機器人！        | 救援機器人唔可以出動！            | 吉野弘幸          | 箕ノ口克己        | 箕ノ口克己   | 榎本勝紀       | -          |
| 11月19日      | 46   | 史上最大のおつかい                                                                 | 史上最大的困難任務！                                             | 史上最大任務                  | 史上最大的購物行動                | 岡崎純子          | 福島利規          | 福島利規     | シンボタクロー | 竹内浩志   |
| 11月26日      | 47   | デザスターの秘密                                                                   | 迪查星的秘密                                                     | 迪傑星的秘密                  | 迪查星的秘密                      | 吉田伸            | 菱田正和          | 菱田正和     | 倉田綾子       | 竹内浩志   |
| 12月3日       | 48   | 起動、カイザーG！                                                                  | 啟動，卡薩G！                                                    | 凱薩G，啟動！                 | 啟動，帝皇G                       | 吉野弘幸          | 柳沢テツヤ        | 佐土原武之   | 佐佐門信芳     | -          |
| 12月10日      | 49   | 迫りくる大災害！                                                                   | 逼近的大災害！                                                   | 襲擊而來的大災難！            | 逐漸迫近的大災難！                | 園田英樹 岡崎純子 | 箕ノ口克己        | 箕ノ口克己   | 土橋昭人       | -          |
| 12月17日      | 50   | 全力出場、地球を救え！                                                             | 全力出動，拯救地球！                                             | 全員出動，拯救地球！          | 全力出動，拯救地球！              | 園田英樹 岡崎純子 | 福本潔            | 福本潔       | 竹内進二       | -          |
| 12月24日      | 51   | はばたけ、MRR！                                                                    | 展翅高飛，機器人救難隊！                                         | 救難特警隊展翅高飛            | 振翅高飛，機械人救援隊！          | 兵頭一歩          | 神戸守            | 神戸守       | 竹内浩志       | -          |
| 2004年 1月3日 | 52   | 出撃マシンロボレスキュースペシャル お正月だよ大隊出場！ 備えあれば憂いなし！前後編 | 出擊機器人救難隊特別篇 新年全隊出擊！ 事前準備就沒有憂患！前後篇 | 有備無患！上集&下集           | 只要準備充足就唔駛憂愁！上集&下集 | 園田英樹 岡崎純子 | 菱田正和          | 菱田正和     | 竹内浩志       | -          |
| 2004年 1月3日 | 53   | 出撃マシンロボレスキュースペシャル お正月だよ大隊出場！ 備えあれば憂いなし！前後編 | 出擊機器人救難隊特別篇 新年全隊出擊！ 事前準備就沒有憂患！前後篇 | 有備無患！上集&下集           | 只要準備充足就唔駛憂愁！上集&下集 | 園田英樹 岡崎純子 | 菱田正和          | 菱田正和     | 竹内浩志       | -          |

## 參照條目
- 機器戰神（マシンロボ）
- 機器勇士（マシンロボ クロノスの大逆襲）
- 天威勇士（マシンロボ ぶっちぎりバトルハッカーズ）

## 外部連結
- 「機甲露寶」日本官方網站 （页面存档备份，存于）

| 香港無綫電視翡翠台 2005年7月3日至2006年2月26日（星期六、日） 16:00-16:30節目 | 香港無綫電視翡翠台 2005年7月3日至2006年2月26日（星期六、日） 16:00-16:30節目 | 香港無綫電視翡翠台 2005年7月3日至2006年2月26日（星期六、日） 16:00-16:30節目 |
| ---------------------------------------------------------------------------- | ---------------------------------------------------------------------------- | ---------------------------------------------------------------------------- |
|                                                                              | 機 甲 露 寶                                                                  |                                                                              |
| 忍者龜再作戰                                                                 | 滴骰孖妹（第三輯）                                                           |                                                                              |

| 香港無綫電視翡翠台 2006年8月30日至2006年11月13日（星期一至五） 15:45-16:15節目（重播） | 香港無綫電視翡翠台 2006年8月30日至2006年11月13日（星期一至五） 15:45-16:15節目（重播） | 香港無綫電視翡翠台 2006年8月30日至2006年11月13日（星期一至五） 15:45-16:15節目（重播） |
| -------------------------------------------------------------------------------------- | -------------------------------------------------------------------------------------- | -------------------------------------------------------------------------------------- |
|                                                                                        | 機 甲 露 寶                                                                            |                                                                                        |
| 網絡英雄洛克人（第一輯）                                                               | 星夢美少女                                                                             |                                                                                        |